# Rejon lebiediański
Rejon lebiediański (ros. Лебедянский район) – jednostka administracyjna wchodząca w skład obwodu lipieckiego w Rosji.
Centrum administracyjnym rejonu jest miasto Lebiediań.

## Geografia
Powierzchnia rejonu wynosi 1444,36 km².
Graniczy z rejonami obwodu lipieckiego: lew-tołstowskim, lipieckim, dobrowskim, dankowskim, krasnińskim  i zadońskim oraz z obwodem tulskim.
Głównymi rzekami są: Don i Krasiwaja Miecza.

## Demografia
W 2018 rejon zamieszkiwało 38 701 mieszkańców.

## Podział administracyjny
W skład rejonu wchodzi: 1 osiedla miejskie (miasto Lebiediań), 15 osiedli wiejskich (sielsowietów) i 89 miejscowości.